# Dolistovo
Dolistovo (bulgariska: Долистово) är ett distrikt i Bulgarien.   Det ligger i kommunen Obsjtina Bobovdol och regionen Kjustendil, i den västra delen av landet, 50 km sydväst om huvudstaden Sofia.
Trakten runt Dolistovo består till största delen av jordbruksmark. Runt Dolistovo är det ganska tätbefolkat, med 104 invånare per kvadratkilometer.